# Norbert Kröcher
Norbert Erich Kröcher, född 14 juli 1950 i Berlin, död 16 september 2016 i Berlin, var en tysk terrorist och medlem av de tyska terrorgrupperna RAF och 2 juni-rörelsen. I Sverige blev han känd för sina planer att kidnappa Anna-Greta Leijon.

## Biografi
Kröchers kidnappningsplaner av Anna-Greta Leijon beskrivs under kodnamnet Operation Leo. Tanken var att åstadkomma ett utbyte mot åtta av Kröchers vapenbröder som vid tillfället var fängslade i tyska fängelser. I planerna var ett stort antal personer involverade, bland annat två nära svenska kvinnliga vänner. 
Kröcher var 1972–1976 gift med Gabriele Kröcher-Tiedemann, som deltog i en liknande kidnappning i Tyskland.
Kröcher utvisades ur Sverige i april 1977 och satt häktad i Västtyskland, tills rättegången inleddes i Düsseldorf i augusti 1979. Efter nästan två års domstolsförhandlingar dömdes Kröcher 1981 till elva och ett halvt års fängelse. Han frigavs 1989.
Kröcher begick självmord 2016 genom att skjuta sig efter att ha fått veta att han led av obotlig cancer.